# Краљевска акционарска штедионица
Краљевска акционарска штедионица била је најстарији новчани завод основан у Краљеву. Њен рад је започео 1885. године. У власништву Штедионице су се налазиле и некретнине, од којих је најзначајнији био хотел „Париз”, смештен у центру Краљева. Штедионица је пословала до избијања Првог светског рата, током ког су били уништени њена документација и архива. По окончању рата, Штедионица је обновила свој рад. Упркос избијању Велике кризе током тридесетих година, најстарији краљевачки новчани завод је успео да настави своје пословање без стављања под заштиту државе. Априлски рат и немачка окупација су изазвали трајно гашење ове установе.

## Историјат

### Оснивање
Краљевска акционарска штедионица основана је 15. марта 1885. године. Њеном оснивању је претходило одржавање збора 27. јануара, на ком су заинтересовани изабрали одбор од 7 чланова за израду статута и обављање потребних радњи за оснивање банке. Одбор су чинили: Мијат Ђ. Радосављевић, прота; Јован Новаковић; Јован П. Сарић; Никола Кнежевић; Илија Колаковић, лекар; Љуба Новаковић и Милош Ристић. Циљ оснивања Штедионице је био да се новац може похранити на сигурно место, уз одговарајућу камату, али и да улагачи могу доћи до повољних зајмова. Капитал је повећаван постепено, уплатом недељних кола, а нове штедише је привлачило и то што је камата исплаћивана два пута годишње. До 1902. године уплаћена банчина главница износила је 100.000 динара и била је подељена на 2000 акција од по 50 динара, које су гласиле на доносиоца.
Управни одбор је имао 7 чланова и они су бирани сваке године. Надзорни одбор је имао назив Контролни одбор и он је имао 4 члана. Пословница Краљевске акционарске штедионице налазила се у хотелу „Париз”, који је био у њеном власништву. Предност у узимању зајма су имали акционари, а пре свега они који су тражили зајам до 500 динара. Максимални износ кредита је био 15.000 динара. За Краљевчане су зајмови давани на менице, са два жиранта и на заложне папире од вредности (државне рачуне). Клијентима ван Краљева, зајмови су одобравани само на акције Народне банке и државне папире.

### Прекид пословања због ратова
Повећање обима посла и жеља Краљевине Србије да се економски осамостали интензивније подижући домаћу индустрију нагнали су акционаре Акционарске штедионице да 2. фебруара 1912. године донесу одлуку о повећању главнице за још 100.000 динара. Недовољна финансијска снага акционара утицала је да повећање буде уплаћено у два кола акција вредности по 50.000 динара. Међутим, избијање Балканских ратова и Првог светског рата омело је уобичајне токове економског живота у земљи. Сви новчани заводи су драстично смањили обим посла, а након окупације 1915. године њихов рад је био потпуно обустављен. Дан пред улазак аустријске војске у Краљево, Никола Кнежевић, који није због година био у стању да напусти град, сакрио је документа и хартије од вредности у свој подрум. Међутим, аустроугарска војска је све ово пронашла. Документација и архива банке су уништени, а хартије од вредности и менице су однети. Војници су користили и хотел „Париз” током три године окупације, а приликом напуштања града однели су део хотелског намештаја, као и сав намештај и касу Штедионице.

### Пословање између два светска рата
Због штете коју је претрпела током окупације, Краљевска акционарска штедионица је свој рад наставила тек 1. јуна 1920. године. Законом о ликвидацији мораторног стања укинута је наплата камате од момента почетка ратног стања, што се негативно одразило на пословање банака, а у случају Акционарске штедионице она је износила преко половине вредности њене имовине. Многи од банчиних дужника су преминули, а иза себе нису оставили имовину, док су многи учествовали у рату, па им је имовина пропала, те нису били у стању да отплате своја дуговања. Поред овога, чланом 90 истог закона новчани заводи били су дужни да својим службеницима исплате половину плате и за време док заводи, услед ратних догађаја, нису радили.
Како је недостатак капитала представљао проблем и за друга два новчана завода у Краљеву, јавила се идеја о њиховом спајању. Управе све три банке су пристале на фузију, а потом су исту одлуку однели и зборови акционара Краљевске привредне банке и Краљевске акционарске задруге. Међутим, збор акционара Краљевске акционарске штедионице се овоме успротивио. Највероватнији разлог је тај што су се акционари Штедионице плашили премоћи групе око председника Управног одбора Привредне банке Петра Богавца и председника Управног одбора Акционарске задруге Стевана Милосављевића. Како је Богавац био у управи Акционарске задруге, Милосављевић у управи Привредне банке, а обојица су били и акционари Штедионице, спајањем новчаних завода број њихових акција постао би доминантан и њих двојица би несметано управљали новонасталим заводом.
У жељи да повећа количину свог капитала Штедионица је настојала да прода хотел „Париз”, проценивши га на пола милиона динара. На оглас се јавио само један понуђач, који је понудио 300.000 динара. Како су акционари овај предлог одбили, хотел је и даље остао у власништву Штедионице. Упркос недовољном капиталу, новчани заводи су у првим послератним годинама успешно пословали захваљујући великим потражњама за кредитима и пласману капитала по високим каматама које је толика потражња омогућавала. Успешно пословање Штедионице се видело и по томе што је 1922. године она коначно могла да исплати дивиденду, први пут по окончању рата. Успешна пословна година донекле је остала у сенци смрти дугогодишњег почасног председника Управног одбора Николе Кнежевића. Од 1923. године новчани заводи бележили су сталан раст улога на штедњу, а повећање је било утолико значајније што није било само у номиналном износу, већ и у ефективном. О успешности рада Акционарске штедионице у 1925. години најбоље говори висина дивиденде од 20%, што је било осетно више од просечне дивиденде у Србији, која је те године износила 13%.

### Краљевска акционарска штедионица и Велика криза
„Златни период” пословања Краљевске акционарске штедионице трајао је до 1931. године. Те године је Штедионица увела и неке измене у свом пословању, одлучивши да свака акција носи једна глас, да се број чланова Управног одбора смањи са 7 на 5, да се чланови бирају на годину дана, а да Контролни одбор броји 3 члана. Међутим, крајем те године криза која је започела крахом на њујоршкој берзи 1929. године стигла је и у Југославију. Економска криза је наочито погодила аграрне државе, какава је била и Југославија. Велики пад цена пољопривредних производа тешко је погодио презадужено сељаштво. Како они нису били у стању да врате кредите банкама, оне су се почеле суочавати са огромним тешкоћама у пословању. Због ових тешкоћа многи су почели да повлаче своје улоге из банака, али се убрзо ова криза поверења смирила. Краљевска акционарска штедионица управо у ово време доживела је врхунац свога пословања. Како је била најстарији градски завод, који је до тада стабилно пословао, Штедионица је уживала велико поверење и 1931. годину је завршила са већим успехом него претходних година.
Упркос овом успеху, и Краљевску акционарску штедионицу је, као и све друге банке, тешко погодило доношење Закона о заштити земљорадника, донетог 19. априла 1932. године. Овај закон је увео мораторијум на исплату сељачких дугова, што је паралисало рад банака. Највећи број банака био је принуђен да пређе у стање ликвидације дотадашњих послова, по чему је 1932. година постала најтежа за пословање банака. Поред тога, поново се почео ширити стах и неповерење у банкарски систем, што је довело до новог таласа повлачења новца, које је овог пута било трајно. Због ових тешкоћа, многе банке су затражиле заштиту државе. Краљевска привредна банка је то учинила 1936. године. Међутим, Краљевска акционарска штедионица је успевала да настави пословање не тражећи ову заштиту. Године 1938. свега 28,3% новчаних завода је успевало да послује нормално, без државне заштите. Своје пословање Штедионица је наставила све до 1941. године и почетка Другог светског рата у Југославији, чије је избијање означило дефинитивни крај рада најстаријег новчаног завода у Краљеву.